# Fritz-Hubert Graeser
Fritz-Hubert Graeser, nemški general, * 3. november 1888, † 4. oktober 1960.